# 13085 Borlaug
13085 Borlaug este un asteroid din centura principală de asteroizi.

## Descriere
13085 Borlaug este un asteroid din centura principală de asteroizi. A fost descoperit pe 23 aprilie 1992 la Observatorul La Silla de Eric Walter Elst. Asteroidul prezintă o orbită caracterizată de o semiaxă mare de 2,75 ua, o excentricitate de 0,08 și o înclinație de 0,2° în raport cu ecliptica.